# Jason Chao
Jason Chao Teng Hei (en chino, 周庭希; pinyin, Zhōu Tíngxī) es un activista social y defensor de los derechos LGTB nacido el 12 de diciembre de 1986 en Macao, en ese entonces aún bajo dominio portugués. Fue Presidente de la Asociación Nuevo Macao y Director del periódico satírico Macau Concealer, uno de los pocos medios de comunicación en línea prodemocracia de la ciudad. És cofundador de las organizaciones activistas Macau Conscience y Rainbow of Macau. Como parte de dicho trabajo, ha sido arrestado más de cuatro veces por las actividades de Macao.

## Vida personal
Chao terminó el instituto en 2006 y estudió un Grado de Artes en la Comunicación Universidad de Macao. Trabaja como un técnico de sistemas y desarrollador de software, y se define a sí mismo como un liberal de izquierdas y un socialista democrático.

## Vida política y social
En 2010, fue elegido presidente de la Associação de Macau Novo, un partido pro democracia de Macao.

### 2011
- En junio, Chao hizo campaña contra una propuesta de construcción de un rascacielos que impactaría enormemente en el paisaje de la pequeña colina de Taipa, mediante la celebración de un referéndum.[6][7]
- En diciembre, Chao reveló que el gobierno engañó al público para que respondiera a favor de poner más regulaciones sobre los periodistas y los medios de comunicación en la consulta sobre la revisión de la Ley de Publicaciones y la Ley Audiovisual.[8][9]

### 2012
- Durante el período de consultas para la reforma política en Macao, Chao luchó por el sufragio universal en la elección de la Asamblea Legislativa y del Jefe del Ejecutivo, realizando una encuesta, celebrando un referéndum y haciendo una huelga de hambre. Jason no logró su objetivo y fue arrestado por "desobediencia grave a la policía" y por "violaciones a la privacidad durante la organización del referendum".[10]

- Chao expuso que el servicio gratuito de Wi-Fi proporcionado por el gobierno de la RAEM desencripta los datos protegidos de los usuarios e impone censura.

- Chao cofundó la organización activista Macau Conscience en julio con varios ciudadanos, entre ellos Bill Chou, profesor asociado de la Universidad de Macao.[11]

- En noviembre, Chao fue coautor, junto con Bill Chou, del segundo Informe Anual sobre Derechos Humanos de las ONG en Macao, que trata datos del año 2012.[12]

### 2013
- Junto a Bill Chou, mantuvo una videoconferencia con el Comité de Derechos Humanos de las Naciones Unidas, en la que revelaron las violaciones de los derechos humanos en Macao que el gobierno de la RAEM intentó ocultar.[13]
- En mayo, se convirtió en el primer representante de ONGs de Macao inivtado por la Unión Europea, visitando su sede en Bruselas y el Consejo Europeo en Estrasburgo. Durante su visita, Chao se reunió con varios funcionarios de la UE y líderes de ONGs con sede en Bruselas.[14]

### Después de 2013
- En 2014, organizó una marcha contra un proyecto de ley que pretendía otorgar inmunidad al Jefe Ejecutivo de Macao frente a cualquier delito, y otorgar grandes pensiones a los políticos, una de las mayores desde las organizadas durante la Masacre de Tiannanmen de 1989.[3][15]

- En 2015 publicó una columna en HKFP, durante las negociaciones de un nuevo Tratado de Extradición entre Hong Kong y Macao, donde avisó del peligro de que el Partido Comunista Chino impusiera en Hong Kong una ley de Seguridad Nacional restrictiva con los derechos fundamentales similar a la vigente en Macao,[16] como finalmente terminó sucediendo.
- En 2017, abandonó la Associação de Macau Novo para evitar conflictos de intereses con su nuevo proyecto, Project Just Macau (enlace roto disponible en Internet Archive; véase el historial, la primera versión y la última)., encargado de monitorizar la libertad política y el transcurso de las elecciones en Macao,[17] incluyendo una web de hemeroteca política llamada "What did they say?"[18]
- En 2020, mantiene su labor activista. Ha avisado del peligro que suponen las cámaras de seguridad,[19] intentado mejorar la legislación existente sobre acoso[20] y defendido la libertad de prensa.[21] Como miembro del Macau Research Group, continua intentando influenciar en la ONU a favor de los derechos humanos.[22]

## Movimiento por los derechos LGBT

### Implicación inicial
En noviembre de 2012, el gobierno de la RAEM retiró a los cohabitantes del mismo sexo de la legislación sobre violencia doméstica, dejando a las personas LGBT desprotegidas en virtud de la propuesta de ley contra la violencia doméstica. Debido a ello, en diciembre, Chao y algunos de sus amigos fundaron el Macau LGBT Rights Concern Group, que marca el comienzo del movimiento por los derechos del colectivo LGBT en Macao. El grupo organizó entonces el primer Desfile Arco Iris por la Igualdad, dedicado a la lucha por los derechos del colectivo LGBT, incluyendo la citada legislación sobre la violencia doméstica.

### Activismo
En febrero de 2013, Chao defendió que el hecho de que el gobierno prohibiera que los cohabitantes del mismo sexo fueran protegidos por la legislación sobre violencia doméstica podría violar el Pacto Internacional de Derechos Civiles y Políticos, ya que representaría discriminación contra el colectivo. Por ello envió una carta al Comité de Derechos Humanos de las Naciones Unidas pidiendo su intervención. El comité señaló su preocupación por el hecho de que no "todas las personas en una relación íntima, independientemente de su orientación sexual" estuvieran en el ámbito del proyecto de ley sobre la violencia en el hogar e instó al Gobierno de Macao a que protegiera a todas las víctimas de la violencia doméstica "sin discriminación".
Es cofundador del Macau LGBT Rights Concern Group, una de las primeras asociaciones en defensa de los derechos LGTB en Macao, que, en 2013, se convirtió en una organización afiliada a Macau Rainbow, del que Chao es portavoz. A través de esta organización se llevó a cabo, en enero de 2013,  la "Encuesta Inicial sobre las personas LGBT en Macao", que es la primera encuesta sobre la comunidad LGBT en Macao.  El día que se publicaron los resultados, Chao anunció públicamente su homosexualidad. En abril de 2016 se publicó la segunda entrega de dicha entrega, y hubo que esperar hasta noviembre de 2019 para que se llevase a cabo la tercera entrega, que fue presentada al Instituto de Acção Social de Macao para ayudarles en la toma de decisiones.
En el Día Internacional contra la Homofobia de 2013, Chao, en representación de Macaw Rainbow, organizó un flash mob en las ruinas de la catedral de San Pablo de Macao. Pese a este activismo, la homosexualidad sigue siendo un tema tabú en Macao, con la comunidad LGTB sufiriendo considerables dificultades.